# ポップス・メンサー＝ボンス
ポップス・メンサー＝ボンス（Pops Mensah-Bonsu）ことナナ・パパ・ヤ・ドゥエニ・メンサー＝ボンス（Nana Papa Yaw Dwene Mensah-Bonsu、1983年9月7日 - ）は、イギリスのプロバスケットボール選手。ユーロリーグなどで活躍した後、現在はNBAのサンアントニオ・スパーズのスカウトを務めている。イングランド,ロンドン出身。ポジションはパワーフォワード。208cm、109kg。

## 来歴
ルオル・デンと共にイギリス代表として2009年ユーロバスケットの予選大会で活躍し、イギリスを2009ユーロバスケット出場に導いた。
2016年10月14日、NBAのサンアントニオ・スパーズのアメリカ東海岸地区担当スカウトに就任したことが発表された。

## その他
- ロンドン北部のトッテナム地区で生まれ育ったこともあり、スティーブ・ナッシュと同じくトッテナム・ホットスパーFCのファンである。